# 대한민국청년대학생연합
대한민국청년대학생연합(大韓民國靑年大學生聯合, Association of Young Korean University Student, 약칭 대청련)은 대한민국의 보수주의 시민운동 단체이며 2014년 9월 설립하였다. 민주노총에 대해 청년 일자리 대책 강구, 강성 노선 변경, 파업 중단 등을 요구하는 운동을 벌이고 있다. 이 밖에 '최저임금 1만원' 운동에 반대했다. 

## 같이 보기
- 김동근
- 전국민주노동조합총연맹